# Mary Emilie Holmes

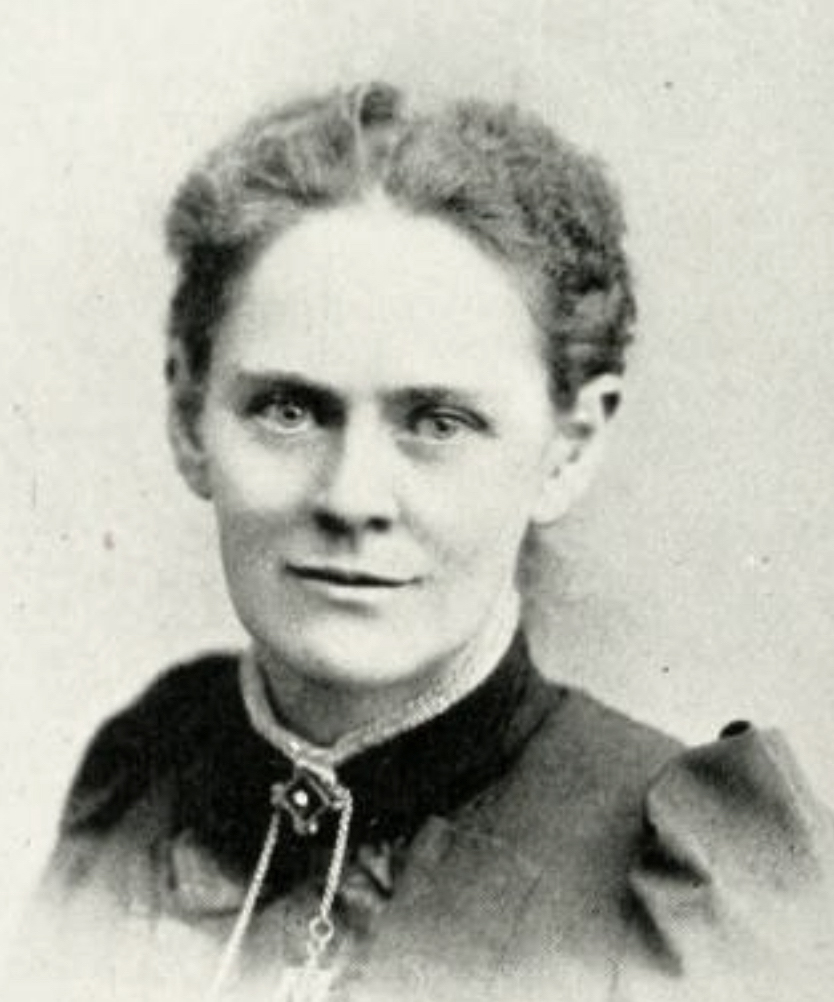
Mary Emilie Holmes, ca. 1893

Mary Emilie Holmes (* 10. April 1850 in Chester, Ohio; † 13. Februar 1906 in Rockford, Illinois) war eine US-amerikanische Geologin und Philanthropin. Sie promovierte als erste Frau in Geowissenschaften und war die erste Frau, die 1889 zum Mitglied der Geological Society of America gewählt wurde.

## Leben und Werk
Holmes war das zweite Kind des presbyterianischen Geistlichen und Missionars Meade Holmes und seiner Frau Mary D. Holmes. Im Alter von 13 Jahren zog sie mit ihren Eltern nach Rockford, Illinois. Dort unterstützten ihre Eltern befreite Sklaven, die nach dem Ende des Sezessionskrieges Bildung und Unterhalt benötigten. Mit 14 Jahren besuchte sie das Rockford Female Seminary, die heutige Rockford University. 1868 schloss sie ihre Ausbildung dort zunächst mit einem Zertifikat ab. Während sie noch zwei weitere Jahre für ein Zertifikat als Organistin studierte, unterrichtete sie nebenher Spencerian script. Nach ihrem zweiten Abschluss arbeitete sie mehrere Jahre mit ihren Eltern in der Sozialarbeit für befreite Sklaven in der presbyterianischen Kirche.
1877 ging sie zurück an das Rockford Female Seminary und unterrichtete dort bis 1885 Botanik und Chemie. Als das Seminar im Schuljahr 1881/82 den Bachelor-Grad einführte, erhielt sie diesen Titel ohne weitere Arbeiten und Prüfungen abzulegen. Da jedoch darüber keine Einigkeit herrschte, legte sie einige Examen ab und erhielt 1882 den Bachelor-Abschluss.
Drei Jahre später beendete sie dort ihre Lehrtätigkeit, um an der University of Michigan zunächst einen Master-Abschluss in Literatur zu erwerben. Sie promovierte 1888 als erste Frau an dieser Einrichtung in einem geowissenschaftlichen Fach mit einer Dissertation über die Morphologie der Korallen. Von 1887 bis 1892 unternahm Holmes eine Reihe geologischer Expeditionen. Obwohl Geologie ihr Hauptfach war, erlangte sie auch als Botanikerin großen Anerkennung. Sie trug eine große Sammlung wissenschaftlicher Exemplare zusammen, darunter über 1000 Tierhäute, über 2000 Muscheln und viele Fossilien, Mineralien und Pflanzen, die sie katalogisierte und Zeichnungen anfertigte.
1889 wurde sie als erste Frau Fellow der Geological Society of America, da sie in diesem Gebiet promoviert hatte und damit ihre wissenschaftliche Forschung gewürdigt wurde. 1892 sprach sie auf dem World's Congress of Representative Women in Verbindung mit der Weltausstellung in Kolumbien in Chicago und betonte die Bedeutung des Geologieunterrichts in der frühen Kindererziehung. Im gleichen Jahr wandte sie sich bereits vollständig ihrer kirchlichen Arbeit zu und konzentrierte sich auf die Bildung der Afroamerikaner.

## Gründung des Mary Holmes Seminary

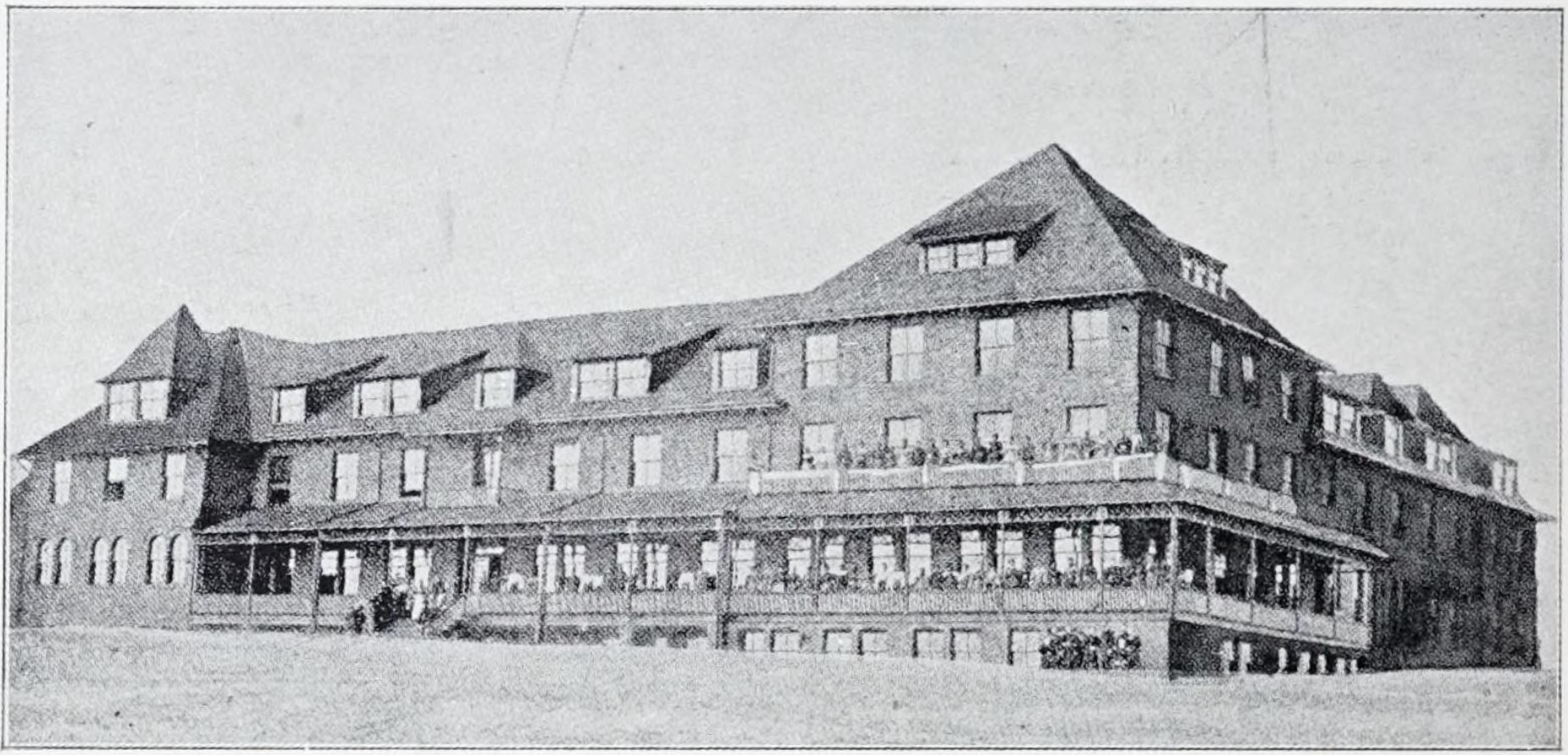
Mary Holmes Seminary in West Point, Mississippi, 1910

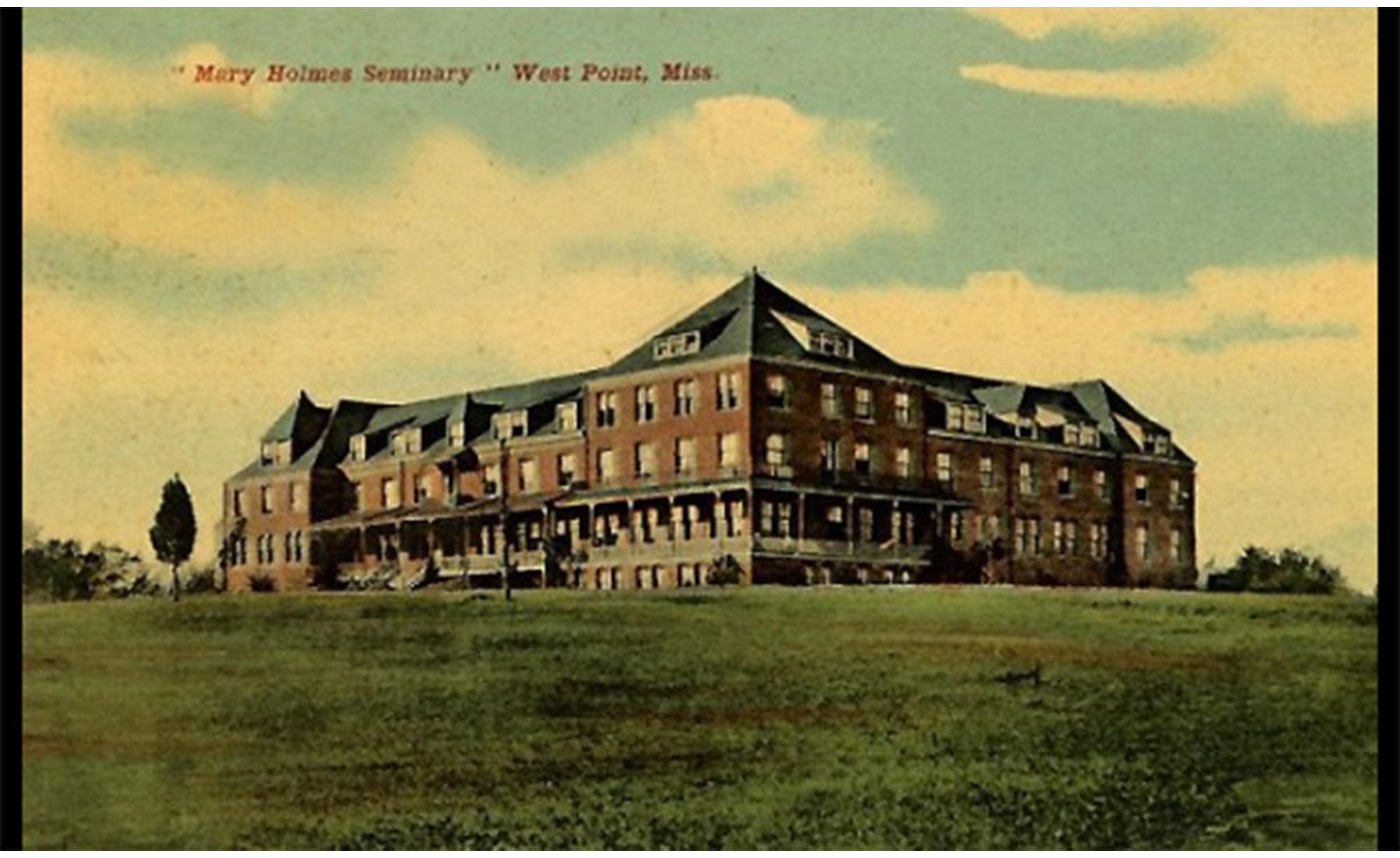
Mary Holmes Junior College. Postkarte gedruckt vor 1920

Als Mitglied des Presbyterian Freemen's Missionary Committee unternahm sie Ende der 1880er Jahre ausgedehnte Reisen und hielt Reden zur Unterstützung der Bildung frei gelassener Sklaven.
Nachdem ihre Mutter gestorben war, hatte sie 1890 mit ihrem Vater die Planung einer Schule für junge afroamerikanische Frauen begonnen. Als erste Privatschule für afroamerikanische Mädchen im Bundesstaat befand sich das Mary Holmes Seminary ursprünglich auf einem gespendeten Grundstück in Jackson (Mississippi) und wurde am 28. September 1892 für neunzig Schülerinnen aus dem gesamten Bundesstaat Mississippi geöffnet. Holmes benannte das Mary Holmes Seminary nach ihrer Mutter. Es wurde Literatur, Grammatik, Geschichte, Naturwissenschaften, Mathematik, Musik, Bibellehre und Haushaltslehre unterrichtet. Das Seminar blieb bis 1895 in Jackson, dann wurde es durch einen Brand zerstört und nach West Point auf 20 Hektar Land verlegt, das von afroamerikanischen Bürgern der Gegend gespendet wurde. Am 6. März 1899 wurde das Seminar ein zweites Mal durch einen Brand zerstört, im Januar 1900 jedoch am Standort West Point wieder aufgebaut und wiedereröffnet. Holmes setzte sich für die Beschaffung von Mitteln für den Wiederaufbau der Schule nach jedem seiner Brände ein und fungierte nach dem zweiten Brand kurzzeitig als deren Präsidentin. Bevor das Mary Holmes College 2005 offiziell geschlossen wurde, bestand die Schule 112 Jahre lang in West Point, Mississippi.
Holmes war ihr ganzes Leben lang in der Presbyterianischen Kirche aktiv und diente viele Jahre als Organistin. Sie gehörte der Westminster Presbyterian Church in Rockford an und bekleidet viele kirchliche Ämter, darunter die Präsidentschaft der Westminster Women's Home Missionary Society. Mitglieder dieses Vereins sammelten Spenden zur Unterstützung christlicher Schulen und missionarisch tätiger Lehrerinnen.
Holmes starb 1906 im Alter von 55 Jahren in ihrem Haus in Rockford, einige Monate vor ihrem Vater.